# Santa Bárbara do Tugúrio
Santa Bárbara do Tugúrio este un oraș în Minas Gerais (MG), Brazilia.